# Tersanne
Tersanne är en kommun i departementet Drôme i regionen Auvergne-Rhône-Alpes i sydöstra Frankrike. Kommunen ligger i kantonen Le Grand-Serre som tillhör arrondissementet Valence. År 2022 hade Tersanne 354 invånare.

## Befolkningsutveckling
Antalet invånare i kommunen Tersanne
Referens:INSEE